# Juliano de Médici
Juliano de Médici (italiano: Giuliano de’ Medici; Florencia, 28 de octubre de 1453-ídem, 26 de abril de 1478) fue un político italiano del Renacimiento.
Hermano del estadista Lorenzo de Médici, murió durante la conjura de los Pazzi.

## Primeros años
Hijo de Pedro de Cosme, llamado el Gotoso, y de Lucrecia Tornabuoni, a la muerte de su padre asumió con su hermano, Lorenzo de Médici, llamado más tarde «el Magnífico», la dirección de la actividad bancaria de la familia y el gobierno de Florencia.
Como dirigente de Florencia, junto a su hermano Lorenzo, complementaba la imagen de su hermano como el patrón de las artes con su propia imagen como el bello y divertido chico de oro.

## Muerte
En 1478 se encontró involucrado en la conspiración de los Pazzi urdida por la familia rival de los Pazzi, apoyados por el papa Sixto IV, que se oponía a la expansión de Florencia en la Toscana.
En la mañana del 26 de abril de 1478, un grupo de conjurados asaltó durante la misa en la Iglesia de Santa María del Fiore en el momento de la consagración a los dos hermanos. Lorenzo de Médici resultó herido, mientras que Juliano cayó muerto por mano de Francesco de Pazzi y Bernardo Bandini Baroncelli. Fue apuñalado diecinueve veces y se dice que murió al instante.

## Relaciones
Fue amante de Simonetta Vespucci, casada, que había muerto dos años antes que él, a los 23 años de edad. Botticelli incluye a ambos en el cuadro La primavera, mirando en diferentes direcciones.  
Con su amante Fioretta Gorini, quizá hija de Antonio Gorini, tuvo un hijo natural que fue más tarde declarado legítimo debido a una laguna en la ley que permitía matrimonios privados entre dos personas, lo que significaba que sus padres podían haber acordado casarse sin decírselo a nadie. Fue declarado legítimo por su sobrino, el papa León X, en 1513, alegando el supuesto «matrimonio clandestino».
Convertido en un legítimo Médici, Julio, nacido de la hija de un comerciante, llegaría a convertirse en papa con el nombre de Clemente VII.

## Sepultura
Está enterrado con su hermano Lorenzo en la Capilla de los Médici de la Basílica de San Lorenzo de Florencia. Su tumba está adornada por la Virgen con el Niño, de Miguel Ángel.